# Heterochroma metallica
Heterochroma metallica är en fjärilsart som beskrevs av H. Edwards 1884. Heterochroma metallica ingår i släktet Heterochroma och familjen nattflyn. Inga underarter finns listade i Catalogue of Life.